# 空いっぱいの涙
『空いっぱいの涙』（そらいっぱいのなみだ）は、1966年に松竹が製作・配給した、水川淳三監督による日本映画である。主演の田村正和はこの映画の主題歌でレコードデビューした。菅原文太が脇役で出演している。

## 出演者
- 杉俊介：田村正和[5]
- 田原アキコ：中村晃子
- 大原容子：小畠絹子
- 杉崎昭一 : 沢本忠雄
- 杉崎菊江 : 沢村貞子
- 石津謙介 : 石津謙介
- 前川 : 山田吾一
- 野口 : 三上真一郎
- 相原 : 穂積隆信
- 岡野美子 : 桂麻紀
- 榊 : 菅原文太
- ダンプの運転手 : 藤岡琢也
- 老刑事 : 桑山正一
- 石井課長 : 田村高廣
- 永井連吉 : 岡田英次

## スタッフ
- 監督：水川淳三
- 製作 : 鈴木和年
- 脚本 : 大津皓一, 水川淳三
- 撮影：堂脇博
- 音楽：八木正生
- 美術：芳野尹孝

## 主題歌
『空いっぱいの涙』
- 作詞：佐伯孝夫 / 作編曲：原田良一 / 歌：田村正和
- レコードはビクターレコード（後のJVCケンウッド・ビクターエンタテインメント）から発売。